# ㅆ
ㅆ是朝鲜语谚文中的一个辅音字母，由两个ㅅ复合而成。该字母在韩国被称为쌍시옷，在朝鲜被称为된시읏。
ㅆ作初声时，读作清齿龈擦音的硬音/ˀs/。在元音字母ㅣ、ㅑ、ㅕ、ㅛ、ㅠ、ㅖ、ㅒ之前会被颚化为清龈颚擦音/ˀɕ/；在元音ㅗ、ㅜ、ㅘ、ㅝ、ㅚ、ㅙ、ㅞ、ㅟ之前，会被圆唇化为/ˀsʷ/。
ㅆ作终声时，读作无声除阻的/t ̚/，与ㄷ的終聲发音相同；但在元音之前会被初声化，从而读作其初声的读音/ˀs/。
在馬-賴轉寫和文观部式中，初声转写为ss，终声转写为t。
朝鲜语不能分辨中古汉语中的齿头音和正齿音，因此在古代表记汉语发音时，齿头音（邪母）用左边一划拉长的“ᄽ”表示，正齿音（禅母）用右边一划拉长的“ᄿ”表示。

## 字符编码
| 種類                | 種類         | 用途 | Unicode | HTML     |
| ------------------- | ------------ | ---- | ------- | -------- |
| 諺文相容字母        | 諺文相容字母 | ㅆ   | U+3146  | &#12614; |
| 諺文字母 應用       | 初聲         |      | U+110A  | &#4362;  |
| 諺文字母 應用       | 終聲         |      | U+11BB  | &#4539;  |
| 漢陽私人 使用區應用 | 初聲         |      | U+F7CA  | &#63434; |
| 漢陽私人 使用區應用 | 終聲         |      | U+F8CD  | &#63693; |
| 半形字母            | 半形字母     | ﾶ    | U+FFB6  | &#65462; |